# Morris Cohen (szpieg)
Morris Cohen (ros. Моррис Генрихович Коэн, Morris Gienrichowicz Koen ; ur. 2 lipca 1910 w Nowym Jorku, zm. 23 czerwca 1995 w Moskwie) – szpieg na rzecz ZSRR działający w USA.

## Życiorys
Urodził się w rodzinie żydowskich imigrantów z Imperium Rosyjskiego; ojciec pochodził z guberni kijowskiej, matka z Wilna. Ukończył college i w 1935 Uniwersytet Columbia, nauczał historii w szkole średniej. Choć nie należał do partii komunistycznej, był zagorzałym antyfaszystą i antynacjonalistą. Po wybuchu wojny domowej w Hiszpanii wyjechał nielegalnie do Hiszpanii, by walczyć w Brygadzie im. Lincolna; był ranny w walkach. Podczas pobytu w Hiszpanii został zwerbowany przez wywiad ZSRR i w listopadzie 1938 wrócił do USA jako agent-łącznik. W 1941 poślubił działaczkę komunistyczną Leontynę Petkę. Gdy w grudniu 1941 USA znalazły się w stanie wojny z Niemcami, wstąpił do amerykańskiej armii. Później walczył w składzie ekspedycyjnych sił USA w Europie Zachodniej, otrzymał odznaczenia bojowe. Po demobilizacji w listopadzie 1945 wrócił do kraju, gdzie wznowił współpracę z wywiadem ZSRR, jednak po wyjeździe rezydenta Anatolija Jackowa do Europy w końcu 1946 łączność została zerwana; wznowił ją w 1948 nielegalny funkcjonariusz William Fisher. W 1950 wyjechał z żoną do Moskwy, gdzie 1950-1954 pracował w Zarządzie Nielegalnego Wywiadu MGB, później KGB ZSRR, w 1954 udał się do W. Brytanii. Przekazywał do ZSRR informacje na temat tajnej techniki rakietowej. W styczniu 1961 jego praca została ujawniona brytyjskim władzom przez Michała Goleniewskiego, i Cohenowie zostali aresztowani; w marcu 1961 Morris został skazany na 25 lat, a Lona na 20 lat więzienia. W sierpniu 1969 Morris Cohen został wymieniony na aresztowanego w ZSRR agenta brytyjskiego wywiadu i wrócił do ZSRR. Podjął pracę w Zarządzie "S" (Wywiadu Nielegalnego) Pierwszego Głównego Zarządu KGB ZSRR, uzyskując obywatelstwo ZSRR. W KGB pracował do rozpadu ZSRR. W 1998 wydano w Rosji znaczek pocztowy z jego wizerunkiem.

## Ordery i odznaczenia
- Bohater Federacji Rosyjskiej (pośmiertnie, 20 lipca 1995)
- Order Czerwonego Sztandaru
- Order Przyjaźni Narodów

I medale.